# Chipmunk
Chipmunk, właśc. Jahmaal Noel Fyffe (ur. 26 listopada 1990 w Edmonton, w Londynie) – brytyjski raper, piosenkarz nurtu grime.

## Dyskografia
| Rok  | Tytuł                                                                  | Pozycje na listach | Pozycje na listach | Pozycje na listach |
| Rok  | Tytuł                                                                  | UK                 | UK R&B             | IRE                |
| ---- | ---------------------------------------------------------------------- | ------------------ | ------------------ | ------------------ |
| 2009 | I Am Chipmunk - Wydany: Październik 2009 - Wytwórnia: Columbia Records | 2                  | 1                  | 49                 |

## Single
- Beast (feat. Loick Essien)
- Chip Diddy Chip
- Diamond Rings (feat. Emeli Sandé)
- Oopsy Daisy (feat. Dayo Olatunji)
- Look For Me (feat. Talay Riley)
- Until You Were Gone (feat. Esmée Denters)
- Superstar
- Champion (feat. Chris Brown)

## Nagrody
- MOBO Awards 2008 – Best UK Newcomer
- MOBO Awards 2009 – Best Hip-Hop Act
- MP3 Music Awards – The UGG Award – Urban / Garage / Grime "Diamond Rings"